# Sonnay
Sonnay is een gemeente in het Franse departement Isère (regio Auvergne-Rhône-Alpes). De plaats maakt deel uit van het arrondissement Vienne. Sonnay telde op 1 januari 2022 1.255 inwoners. 

## Geografie
De oppervlakte van Sonnay bedroeg op 1 januari 2022 14,17 vierkante kilometer; de bevolkingsdichtheid was toen 88,6 inwoners per km².

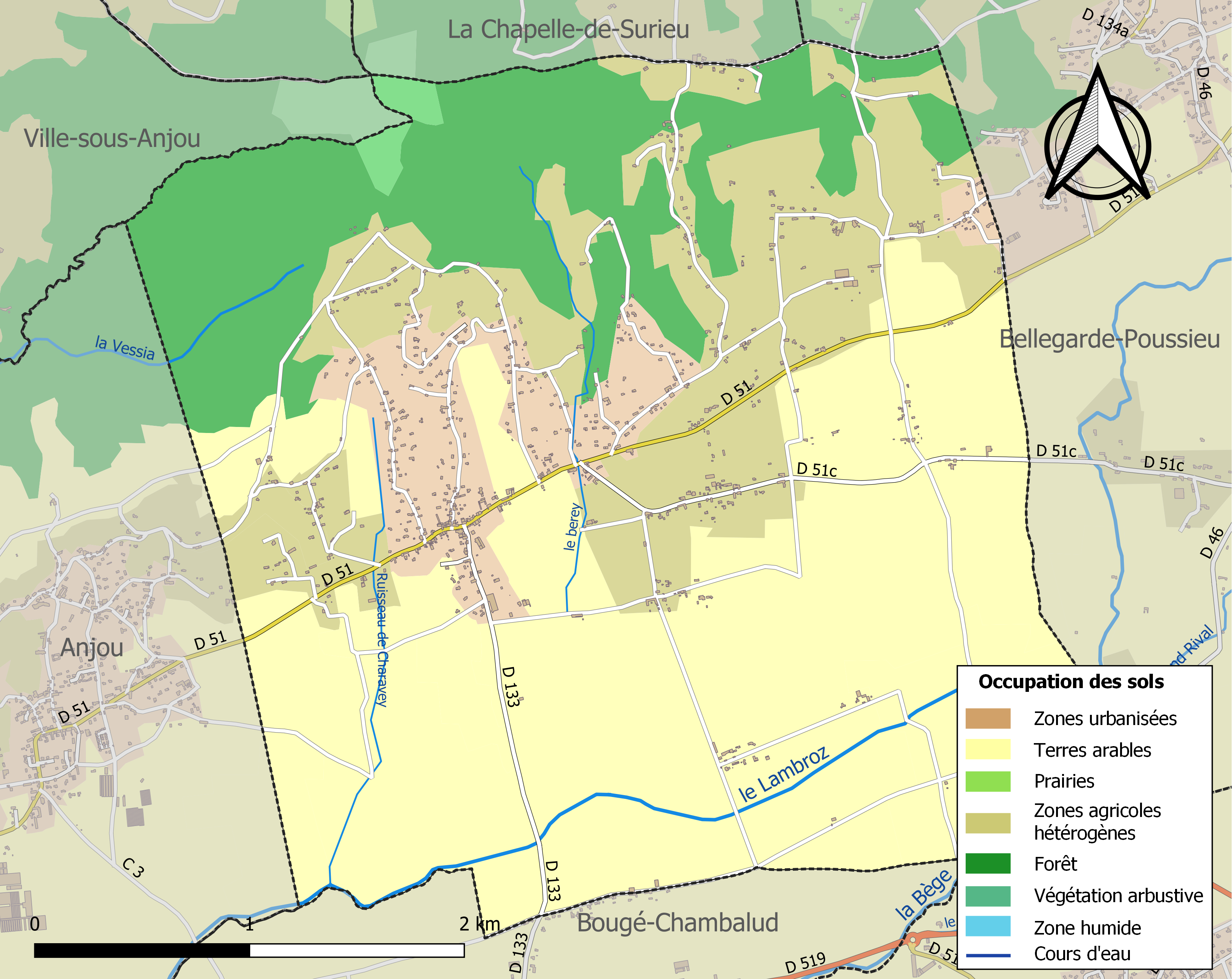
Kaart van de gemeente met de belangrijkste infrastructuur, bodemgebruik en omliggende gemeenten

## Demografie
Onderstaande figuur toont het verloop van het inwonertal (bron: INSEE-tellingen).